# Bobby Hoff
Bobby "The Wizard" Hoff (ur. 1939 w Victorii, zm. 25 sierpnia 2013) – amerykański pokerzysta zawodowy.

## World Series of Poker 1979
W 1979 Hoff zajął drugie miejsce w turnieju głównym WSOP, gdzie wyeliminował z gry m.in. Johnny'ego Mossa, kiedy jego A♦ T♠ pokonało A♥ Q♠ swojego przeciwnika dzięki dziesiątce na riverze. Natomiast w finałowym rozdaniu jego A♥ A♣ nie sprostało 7♠ 6♦ Hala Fowlera przy kartach wspólnych J♠ 5♥ 3♣ 4♠ T♦ (rok temu to Hoff wyeliminował z gry Fowlera). Po tej przegranej Hoff przez kilka następnych dni miewał koszmary.
Ich pojedynek jeden na jednego trwał 10 godzin i został porównany do biblijnej walki Dawida z Goliatem, w której faworytem był Hoff. Dzięki temu turniejowi frekwencja w następnych edycjach WSOP, ponieważ uwierzono, że nie trzeba być zawodowcem, aby zwyciężyć.
Zwycięzca WSOP 2006, Jaime Gold powiedział, że Hoff "może być najlepszym graczem na świecie".

## Dalsza kariera
Hoff znalazł się na miejscach płatnych WSOP Main Event również w latach: 1990, 1993, 1996 oraz w 1998.
Wziął też udział w drugim sezonie turnieju Poker Superstars Invitational Tournament, w dwóch turniejach z tego cyklu zajął drugie miejsce.
Jego wygrane w turniejach wynoszą $534.639, z czego $301.583 we WSOP.